# 逆転のメソッド
『逆転のメソッド』（原題：Ingenious）は2009年のアメリカ合衆国の映画。ヒット商品の開発で一攫千金にいどむ男達を、実話を基に描いたヒューマンドラマ。

## ストーリー
学生時代からの親友であるマットとサムは、「インターナショナルギフト」社を立ち上げ、アイデア商品を開発していた。しかし、犬の絵柄が動く腕時計や、宝くじのナンバーを抽選する腕時計など、様々な商品を考案するが、全く売れない。
賭け事が好きな2人は、マットが恋人ジーナから預かった資金を、事あるごとにギャンブルに注ぎ込んで浪費していた。ついに愛想をつかしたジーナに見捨てられ、あげく犬の腕時計が大手テレビショッピング会社にアイディアを盗まれてしまう。失意の中、2人は会社をたたみ、マットは販売員、サムは古巣の建築現場で労働するはめになる。
だが、マットは夢を捨てていなかった。「人はあきらめた時が一番成功に近づいている」というエジソンの言葉を胸に。ある日、行き着けのバーでビールを頼んだ時だった。バーテンの一言をきっかけに、マットはついにひらめく。それは「おお～ビール」としゃべる、栓抜きの発明だった。
製作資金を貯めるため、必死に働くマットのために、サムは密かにジーナに会い、マットの熱意を伝え試作品を渡す。試作品はジーナの周囲でとても好評だったため、彼女は2人の元へ戻り、さらに退職金の2万ドルを出資する。

かくして"おしゃべり栓抜き"に人生を賭けた3人は、ロサンゼルスで開かれる「インターナショナルギフトショー」に出店する。すると商品を気に入ったバイヤーたちが、数百個単位で注文するヒット商品となる。
その後、"おしゃべり栓抜き"は英語圏のみならず、アジアや欧州など全世界で1000万個以上販売する大ヒット商品となる。マット、サム、ジーナはインターナショナルギフト社を再興し、従業員も増やし、裕福な生活を送り、夢を叶えるのだった。

## キャスト
- マット - ダラス・ロバーツ
- サム - ジェレミー・レナー
- ジーナ - アイェレット・ゾラー
- リタ - ジュディス・スコット
- ルイザ - アマンダ・アンカ

## 製作
監督はジェフ・バルスマイヤーが行い、2009年のフェニックス映画際で監督賞を受賞した。

### 実話
ダラス・ロバーツ演じる主人公が発明した"おしゃべり栓抜き"は、世界で1千万台が販売されるヒット商品となったことが、エンドロールで紹介されている。実際に"おしゃべり栓抜き"を開発したマイケル・クラムが、"マイク・クラム"の名で脚本を行い、プロデューサーとして製作に参加している。クラムは「パシフィックプロダクション」社にて販売を行い、劇中では「インターナショナル・ギフト」社として描かれている。